# Ole Rothenborg
Ole Rothenborg, född 20 juli 1947, är en svensk journalist, redaktör och utrikeskorrespondent, som sedan 1975 arbetar på Dagens Nyheter.
Sedan januari 2001, då han efterträdde Lars Ramklint, var han tidningens korrespondent i Malmö, och sedan hösten 2004 är han DN:s utrikeskorrespondent i Danmark, då han efterträdde Ewa Svensson. I samband med tsunamikatastrofen var han 2005 kort utrikeskorrespondent i Phuket. År 2007 rapporterade han och Erich Stering från Grönland. Rothenborg har tidigare varit chef för Dagens Nyheters grävande journalistgrupp DN Special i mitten av 1990-talet.
Han har även varit nyhetsredaktör, nyhetschef och chef för
Stockholmsredaktionen på tidningen. År 1996 nämndes han som en kandidat till posten som Expressens redaktionschef. Ole Rothenborg är gift med Tove Fryklund. Därutöver har han skrivit i bilagan DN söndag och medverkat i DN:s satsning "Gymnasieguiden" 2006. I en rapport från Timbro 2006 kritiserades han för att återge felaktiga uppgifter från Göran Persson.